# Michael McGovern (poeta)
Michael McGovern (ur. 1848, zm. 1933) – amerykański poeta pochodzenia irlandzkiego.

## Życiorys
Michael McGovern urodził się w Castlerea w Irlandii w 1848 roku. Był to kulminacyjny moment wielkiego głodu w Irlandii. Był robotnikiem. Wyemigrował najpierw do Anglii, a potem do Stanów Zjednoczonych. W Anglii poznał swoją żonę,  Anne Murphy. Pracował jako wykwalifikowany kowal (fryszer) w zakładach metalurgicznych. Z tego względu używał pseudonimu Puddler Poet. Publikował w The Youngstown Vindicator, Youngstown Telegram, Gaelic American i The Amalgamated Journal. Jego tom Labor Lyrics and Other Poems (Pieśni pracy i inne wiersze), wydany w roku 1899, zyskał szerokie uznanie. Zmarł w 1933 roku w mieście Youngstown w stanie Ohio. Został pochowany na Calvary Cemetery w Youngstown.

## Twórczość
Twórczość Michaela McGoverna pod względem tematycznym koncentruje się wokół ciężkiej fizycznej pracy, którą poeta wykonywał na co dzień. Pod względem formalnym wykazuje znaczne wyrafinowanie. Autor stosuje przeważnie ośmiowersowe strofy, pisane zwykle wierszem jambicznym, z rzadka anapestycznym. McGovern napisał ponad tysiąc utworów. Wiersz Philosophical Puddler zawiera pochwałę pracy:
To me, man's daily labor is
A pleasure, heaven blest,
And wealthy folk opposed to this,
Are cursed with too much rest.